# Pijao (Quindío)
Pijao est une municipalité située dans le département du Quindío en Colombie.